# Trường lũy Quảng Ngãi

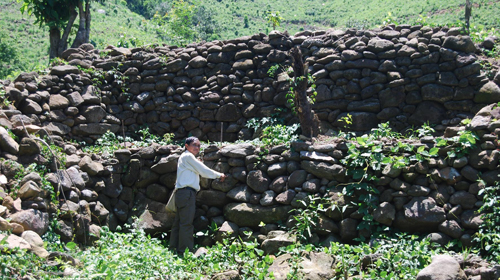
Một đoạn Trường lũy Quảng Ngãi

Trường Lũy Quảng Ngãi, Trường Lũy Quảng Ngãi-Bình Định hay Tĩnh Man trường lũy (gọi theo sử Nhà Nguyễn), gọi tắt là Trường Lũy, là một công trình kiến trúc lớn, đa dạng, nhiều phần được làm bằng đá hoặc đất, chạy dọc theo đường thượng đạo xưa từ Quảng Ngãi đến Bình Định, bắt đầu từ huyện Trà Bồng (Quảng Ngãi) đến huyện An Lão (Bình Định) thuộc Việt Nam. Theo nhiều nhà nghiên cứu, thì đây là một trường lũy dài nhất Đông Nam Á.

## Lịch sử
Theo các nhà nghiên cứu gần đây, trong đó có GS. Phan Huy Lê, thì lũy cổ khởi xây từ thế kỷ 17 thời các chúa Nguyễn với tính cách phòng thủ quân sự. Sang thế kỷ sau, vì nhiều nguyên nhân, một số dân tộc ở Đá Vách (Quảng Ngãi, phần đông là tộc người H’rê) đã nổi lên chống đối triều đình. Đến triều Gia Long thì cuộc xung đột càng quyết liệt hơn. Sách Quốc triều sử toát yếu (phần Chính biên) chép:
Tháng 4 năm Quý Hợi (1803), Lê Văn Duyệt phá tan mọi Đá Vách. Ngài (Gia Long) hạ chiếu khen thưởng.
Mặc dù phải dùng biện pháp quân sự, triều đình vẫn không sao tiêu diệt được. Suốt các triều đại kế tiếp từ Minh Mệnh đến Tự Đức quan quân phải hao binh tướng đánh dẹp. Mãi cho đến khi thực dân Pháp xâm chiếm Việt Nam, vùng Đá Vách vẫn có nhiều biến loạn. Triều đình phải dùng cả thế công lẫn thế thủ nên một mặt phái quân lên tiễu trừ, mặt kia thì củng cố và khuếch trương thêm dãy lũy cũ.

### Thư tịch chính sử

Chân dung Tả quân Lê Văn Duyệt trên tờ 100 đồng (tiền Việt Nam Cộng hòa) in năm 1966. Ông là người có công lớn trong việc bồi đắp Trường Lũy Quảng Ngãi.

Theo sử nhà Nguyễn thì để ngăn nguy cơ "bị uy hiếp, tràn lấn của ác man Đá Vách", kể từ năm Gia Long thứ 18 (1819), Tả quân Lê Văn Duyệt đã cho đắp "lũy Bình Man." Sách Vũ Man tạp lục thư (in năm 1898 triều Thành Thái) của Tĩnh Man tiễu phủ sứ Nguyễn Tấn chép rõ:
Năm Gia Long thứ 18 (1819), Lê Văn Duyệt tâu xin xây Trường lũy, nam giáp ranh giới huyện Bồng Sơn, tỉnh Bình Định; bắc giáp ranh giới huyện Hà Đông (thuộc phủ Tam Kỳ), tỉnh Quảng Nam. Dọc theo lũy có đào hào trồng tre, trước lũy là vùng Man, sau lũy có xây đồn...
Sách Viêm Giao trưng cổ ký (Ghi chép sưu tập di tích cổ nước Nam) của Tổng tài Quốc sử quán Cao Xuân Dục, hoàn thành năm 1900, cũng chép tương tự: 
Năm thứ 18 (1819), Chưởng Tả quân Lê Văn Duyệt đắp Trường lũy, trồng hàng rào, đào hào chắn... Trải lâu năm lũy bị đổ nát, nhiều toán quân Man vượt quan lũy đến cướp bóc các làng dưới xuôi. Năm Tự Đức thứ 8 (1855), trùng tu Trường lũy.
Căn cứ theo đó thì Trường Lũy có từ xưa nhưng được xây dựng thêm vào triều Gia Long - Minh Mạng. Hai vị có công nhiều nhất trong việc kiến thiết và trùng tu là Lê Văn Duyệt và Nguyễn Tấn; cả hai đều xuất thân ở Quảng Ngãi. Việc xây cất kéo dài đến nửa cuối thế kỷ 19 như ghi lại trong Đại Nam thực lục:
Tháng 4 năm Bính Thìn (1856), "dân hơn 60 xã, thôn, trại, ấp ở ba huyện Bình Sơn, Chương Nghĩa (nay là Tư Nghĩa), Mộ Đức ủy người về kinh (Huế) kêu xin, vì tình hình khổ quá, (mà) phải đi đắp đê dài... công việc quá nặng, khó gánh chịu nổi". Tháng 3 năm sau (1857), bố chính Quảng Ngãi là Phạm Tỉnh lại tâu xin đắp "Trường lũy" một cách quy mô, tập trung ngót 2500 binh lính và huy động dân đinh ba huyện 3700 người. Tự Đức đồng ý, lại còn ra lệnh khẩn trương sửa đắp xong trong ba tháng.

### Khảo cổ
Cuộc khai quật di tích đã tìm thấy các mảnh gốm địa phương, gốm Bát Tràng, và cả gốm ngoại quốc với niên đại từ thế kỷ 17, chứng minh lũy không chỉ có từ triều Gia Long. Tuy nhiên việc củng cổ và xây đắp lại cho thêm cẩn mật diễn ra từ triều Gia Long về sau.

## Kích thước, địa thế, cấu tạo
Trường Lũy Quảng Ngãi, các tài liệu ghi không thống nhất. Theo Đại Nam thực lục thì lũy có chiều dài là 117 dặm, còn sách Viêm Giao trưng cổ ký thì ghi là 177 dặm Sở dĩ có sự khác biệt này, có lẽ là do chiều dài của Trường Lũy tùy ở thời điểm khi được ghi chép. Song, trong các công bố gần đây, độ dài của công trình vẫn còn nhiều khác biệt: 
-Sau nhiều năm nghiên cứu (2005-2010), tại Hội nghị thông báo khảo cổ học năm 2010 tại Hà Nội, đoàn khảo sát thuộc Trường Viễn Đông Bác cổ của Pháp, Viện Khảo cổ học (Hà Nội), đã cho biết độ dài của lũy từ Ba Tơ vào đến Bình Định là 300 km, riêng đoạn thành chạy trên đất Bình Định là 30 km.
-Theo bài viết "Sức hút kỳ lạ từ Trường Lũy" trên báo Pháp luật (bản điện tử) thì Trường Lũy chỉ dài 133 km.
-Theo TS. Nguyễn Tiến Đông (Viện Khảo cổ học Việt Nam), thì Trường lũy có chiều dài xấp xỉ 200 km.
Về mặt địa thế, lũy nằm theo con đường thượng đạo Bắc Nam, nơi từng là lộ trình cho các cuộc hành quân lịch sử thời xưa. Như vào năm 1786, khi quân Tây Sơn kéo từ Thị Nại ra đánh lấy Phú Xuân, họ đã dùng con đường thượng đạo này để di chuyển mà không bị cản trở như ở hạ nguồn vì nơi đó có những cửa sông lớn chắn lối .
Về cấu tạo, Trường Lũy đắp bằng đất và đá (to bằng đầu người), cao 2m, dày 1,5m, phía ngoài có hào sâu rộng trên 3m và một hàng rào tre gai. Khảo sát bờ Trường Lũy chạy qua La Vuông (Bình Định) còn khá nguyên vẹn, thì thấy lũy có dáng hình thang, chân rộng 4-5m, mặt thành 2-3m có thể đi lại tuần tra thuận tiện. Tuy đây là một ranh giới nhưng không phải là một ranh giới đóng kín. Lũy cắt ngang qua nhiều sông, suối. Mỗi chỗ cắt ngang lại có một cổng, do một đồn bảo canh gác điều hành việc đi lại giữa cộng đồng người Việt và người H’rê.
Song cái đáng chú ý của Trường Lũy không chỉ ở độ dài, mà còn vì công trình được đắp hoàn toàn trên một địa hình rất khó khăn và phức tạp, gần như theo địa hình, hướng thành không theo một hướng nào nhất định, khi thì trên đỉnh núi, khi thì sườn đồi, dọc theo suối. Phải là người uyên bác mới tính toán được vậy, và phải tốn biết bao công sức của bao thế hệ người Việt mới được vậy.

## Vai trò của Trường Lũy đối với nhà Nguyễn
Trường lũy xưa, triều Nguyễn xây dựng mang tính chất phòng vệ, song hiệu quả không cao, vì "quân Đá Vách dùng lối đánh du kích ẩn hiện khó lường, mà quân triều từ nơi khác đến đóng giữ lâu ngày không quen thủy thổ", và vì họ đều có "tài nghệ chiến đấu". Tướng Nguyễn Tấn trong Vũ Man tạp lục thư kể: 
Người Man ở tỉnh tôi, tính tình hung hãn, đi đứng chạy nhảy lanh lẹ, đến như luồng điện sáng, đi tựa ánh chớp. Dựa vào nơi hiểm yếu, bắn tên phóng lao, đó là môn sở trường của họ vậy... Trước đây quan binh đã từng bị chúng đánh thua, và chẳng phải là một lần mà thôi.
Rút lại, theo GS. Nguyễn Phan Quang trong Việt Nam thế kỷ XIX, thì: 
Trải qua các triều vua từ Gia Long đến Tự Đức, "lũy bình Man" liên tiếp được củng cố, đồn bảo trên lũy liên tiếp được sửa đắp, tăng cường, nhưng triều Nguyễn vẫn không sao đè bẹp được cuộc đấu tranh của các dân tộc Đá Vách. Ngay tác giả Vũ Man tạp lục thư cũng đã thú nhật sự bất lực của Trường lũy: "... Kế sách phòng bị quá chu đáo, chặt chẽ, không gì lọt qua được, tuy nhiên không có gì tốt hơn là giữ được (lòng) người vậy."

## Thế giới lưu ý
Ngày 27 tháng 3 năm 2011, đoàn đại sứ các nước Châu Âu gồm: Pháp, Ba Lan, Hungary, Anh, Hy Lạp, România và Trưởng phái đoàn Liên Âu tại Việt Nam Sean Doyle đã cùng các nhà khoa học nước ngoài và nhà chức trách tỉnh Quảng Ngãi đã tổ chức hội thảo "Lịch sử quan hệ kinh tế và dân tộc" về di tích quốc gia Trường Lũy Quảng Ngãi.
Tại hội thảo, tham luận của các nhà khoa học đều thống nhất rằng: 
-Trường Lũy không những chỉ có nhiệm vụ bảo vệ an ninh và quản lý nội địa; mà còn tạo điều kiện cho giao thương, mua bán giữa đồng bào miền ngược và miền xuôi, giữa miền núi và miền biển.
-Công trình không chỉ có ý nghĩa lớn về giá trị kinh tế, văn hóa, xã hội, là đường ranh giới đảm bảo về sự ổn định và hòa bình, là nơi giao thương mà còn có giá trị lớn về mặt quân sự, là cơ sở để quản lý, tạo mối quan hệ hòa hợp, gắn kết giữa cộng đồng các dân tộc.
Hiện nay, tỉnh Quảng Ngãi đã thống nhất giữ nguyên hiện trạng Trường Lũy trên cơ sở lấy Trường Lũy làm tâm, dọc theo hai bên lũy 500m là khu vực di tích.
Theo kỳ vọng của ngành chức năng, với di tích Trường Lũy, không chỉ là việc nghiên cứu mà còn tạo ra cơ hội về du lịch. Những cư dân sống dọc Trường Lũy sẽ có cơ hội về công ăn việc làm.
Ngày 10 tháng 3 năm 2011, Trường Lũy Quảng Ngãi đã chính thức được Bộ Văn hóa, Thể thao và Du lịch xếp hạng là di tích cấp Quốc gia.